# گیگاست
گیگاست (انگلیسی: Gigaset) شرکت الکترونیک آلمانی است، که در سال ۲۰۰۸ تأسیس شد.